# Совка соснова
Совка соснова (Panolis flammea) — метелик з родини совок (Noctuidae), що часто зустрічається в європейських соснових лісах. Життєвий цикл комахи вивчав та розробляв засоби захисту від неї лісу український ентомолог С.О. Мокржецький.

## Морфологічні ознаки
Передні крила зазвичай яскраві оранжево-коричневі, інколи темно-сірі, з двома великими блідими плямами та тонкими прожилками вздовж заднього краю. Задні крила коричневі або чорнуваті. Розмах крил 32-40 мм. Лет імаго відбувається навесні, часто летять на світло. Також часто їх приваблюють верби під час цвітіння.

## Життєвий цикл
Гусениця жовто-зелена з чорними і білими смугами. Живиться переважно сосною, але інколи іншими породами, переважно хвойними, і є серьйозним шкідником лісу.
Зимує лялечка в павутинному коконі в лісовій підстилці й у верхньому шарі ґрунту на глибині 10 — 20 см. Літ починається рано навесні — з кінця березня — і триває до кінця травня. Метелики літають і спарюються вечорами й уночі в кронах дерев. Самки відкладають яйця, частіше на нижній бік хвоїнки, ланцюжком по 4 — 8, максимально — до 25 яєць. Плодючість — 300 яєць. Відроджені через 15 — 20 діб гусениці повністю або частково з'їдають оболонки яєць і деякий час знаходяться біля яйцекладки. Під час струшування гілок падають на ґрунт або повисають на павутинках. Насамперед гусениці об'їдають хвою травневих пагонів, часто обкільцьовують кору пагонів останніх двох років, що спричинює припинення росту. Нерідко гусениці вгризаються всередину пагона, що призводить до його в'янення і засихання. Гусениця старших віків поїдають стару хвою, об'їдаючи її до коротких недогризків. Якщо хвоя об'їдена до закладання бруньок, дерево може загинути. За 30 — 40 діб розвитку одна гусениця з'їдає 170–200 хвоїнок, або 5 — 7 г соснової хвої. Проходить 5 стадій розвитку. Наприкінці червня, завершивши живлення, гусениці залишають кормове дерево, заляльковуються серед підстилки або в ґрунті і залишаються до весни наступного року. Генерація однорічна.